# Chris Riggi
Chris Riggi (ur. 18 września 1985 w Nowym Jorku) – amerykański aktor.

## Życiorys
Urodził się w Nowym Jorku jako syn filantropów – Michele i Rona Riggiego. Zaczął grać jako dziecko w nowojorskim Home Made Theatre. Następnie studiował aktorstwo w Lee Strasberg Theatre and Film Institute w Nowym Jorku. Posiada czarny pas w taekwondo.
Po raz pierwszy trafił przed kamery jako Brandon Stillman w jednym z odcinków serialu komediowego MTV Human Giant (2008) z Azizem Ansari. Zaproponowano mu rolę Ryana Mclouda (ostatecznie zagrał ją Ezra Miller) w komedii romantycznej Strzeż się Gonza (Beware the Gonzo, 2010), ale musiał się zrezygnować z powodu konfliktów w harmonogramie w serialu Plotkara (2009), gdzie zagrał Scotta Rossona. W 2012 zadebiutował jako reżyser i producent filmowy dramatu krótkometrażowego Bazaaro. W 2017 spróbował swoich sił jako scenarzysta i montażysta filmowy komedii krótkometrażowej Zły dla klaunów. W 2020 po raz pierwszy zrealizował film pełnometrażowy – komediodramat Good Luck with Everything. W telewizyjnym dreszczowcu Lifetime Overlook (Killer Daddy Issues, 2020) wystąpił jako niesforny Reed.

### Filmografia
Filmy
- 2009: Ich dwóch, ona jedna jako Josh
- 2010: Wampiry i świry jako Jacob White
- 2013: Wilk z Wall Street jako Broker na imprezie
- 2013: Tylko dla dorosłych jako Josh
- 2015: Lily & Kat jako Colin

Seriale
- 2008: Guiding Light jako Sleazy
- 2008: Szminka w wielkim mieście jako Paul
- 2009: Plotkara jako Scott Rosson